# Miss Universe 2017
A Miss Universe 2017 a 66. versenye a Miss Universe nemzetközi szépségversenynek. Döntőjét 2017. november 26-án rendezték meg az Egyesült Királyságban, Sedgefieldben. A győztes a dél-afrikai Demi-Leigh Nel-Peters lett, személyében a Dél-afrikai Köztársaság először nyerte meg a versenyt.